# Domeño (kommunhuvudort)
Domeño är en kommunhuvudort i Spanien.   Den ligger i provinsen Província de València och regionen Valencia, i den östra delen av landet, 270 km öster om huvudstaden Madrid. Domeño ligger 210 meter över havet och antalet invånare är 568.
Terrängen runt Domeño är platt åt sydost, men åt nordväst är den kuperad. Runt Domeño är det ganska tätbefolkat, med 70 invånare per kvadratkilometer. Närmaste större samhälle är Llíria, 7,2 km sydost om Domeño. Trakten runt Domeño består till största delen av jordbruksmark.